# Piophila nigra
Piophila nigra är en tvåvingeart som beskrevs av Brulle 1833. Piophila nigra ingår i släktet Piophila och familjen ostflugor.
Artens utbredningsområde är Grekland. Inga underarter finns listade i Catalogue of Life.